# Pequi
Pequi är en kommun i Brasilien.   Den ligger i delstaten Minas Gerais, i den sydöstra delen av landet, 500 km sydost om huvudstaden Brasília. Antalet invånare är 4 075.
Omgivningarna runt Pequi är huvudsakligen savann. Runt Pequi är det glesbefolkat, med 17 invånare per kvadratkilometer.